# 汤米·基维斯托
汤米·基维斯托（芬蘭語：Tommi Kivistö，1991年6月7日—），芬兰男子冰球运动员，场上位置是后卫。他曾代表芬兰国家队参加2018年冬季奥林匹克运动会冰球比赛，获得第六名。